# أنتوني كليمنت
أنتوني كليمنت (بالإنجليزية: Anthony Clement)‏ هو لاعب كرة قدم أمريكية أمريكي، ولد في 10 أبريل 1976.

## وصلات خارجية
- أنتوني كليمنت على موقع مرجع كرة القدم المحترفة.كوم (الإنجليزية)